# 陳晴
陳晴，JP（英文：Judy Chen，1971年5月—）上海出生，福建、北京長大，美國留學，祖籍上海寶山，現任聯合國兒童基金香港委員會（UNICEF HK）主席、香港華菁會主席及香港海洋公園保育基金主席。陳晴獲聯合國副秘書長（主管經濟和社會事務）吳紅波委任加入聯合國發展合作論壇諮詢小組，並任常任委員，亦是該常設委員會史上第一位及目前唯一一位來自中國的成員。陳晴是前國務院港澳辦公室常務副主任陳佐洱的女兒，其丈夫李澤龍是李嘉誠的姪兒。
陳晴先後就讀中國人民大學附屬中學、北京航空航天大學、曼隆學院和哈佛商學院，畢業後曾先後擔任多家公司的高管，包括美國惠普公司、電訊盈科公司、美林（亞太）有限公司等。
陳晴亦有出任香港特別行政區政府公職，包括中央政策組非全職顧問（已卸任）、公民教育委員会委員（已卸任）、大型體育活動事務委員會成員（現任）等；其他身份包括香港海洋公園保育基金主席、聯合國兒童基金香港委員會主席、中國臥龍大熊貓俱樂部榮譽理事長、中華全國青年聯合會第十一屆委員會委員、香港華菁會主席（創立時為副主席）、上海政協委員、廈門市政協委員。2014年7月1日獲香港特區政府委任為太平紳士。

## 著作
| 《蝴蝶飛》                       | 陳晴 | 香港：天地圖書 | 2001年 | ISBN 9629932865 |
| 《兩晴相悅——熊貓晴晴和我的故事》 | 陳晴 | 香港：天地圖書 | 2009年 | ISBN 9882190804 |